# Debbie McGee
Debra Ann "Debbie" McGee (Kingston upon Thames, Surrey, 31 de octubre de 1958) es una artista de televisión, radio y teatro británica quien es más conocida como la asistente y viuda del mago Paul Daniels. McGee es una exbailarina de ballet y durante tres años fue directora artística de su propia compañía de ballet. Ella es presentadora un programa de la mañana del domingo para BBC Radio Berkshire. Debbie llegó a la final de la serie 15 de Strictly Come Dancing de la BBC, y desde enero de 2018 es miembro recurrente del elenco del panel de Loose Women.

## Primeros años y carrera de magia
McGee nació en 1958, en Kingston upon Thames, de Patrick McGee y Lillian Howes. Cuando McGee era joven, sus padres tenían una tienda de conveniencia. Más tarde, su padre trabajó para una gran empresa de fabricación de anillos de oro y otras joyas.
McGee asistió a Our Lady Immaculate RC Primary School en Tolworth, seguida de Tolworth Girls 'School, una escuela secundaria también en Tolworth. A la edad de 16 McGee audicionó y ganó un lugar en la Royal Ballet School. Después de graduarse, se unió a la Iranian National Ballet Company en Teherán. A los 19 años, se convirtió en parte del Corps de Ballet y luego solista, pero su carrera de ballet fue detenida abruptamente por la Revolución iraní. Se vio obligada a huir del país y regresó al Reino Unido con poco dinero y posesiones. En busca de un nuevo trabajo que audicionó para la Organización Bernard Delfont, que fue responsable de una serie de grandes espectáculos turísticos de verano y producciones de gira.
Delfont encontró un trabajo en el escenario con el mago Paul Daniels en su show de verano de 1979 en Great Yarmouth. Conoció a Daniels el 23 de mayo de 1979 en los ensayos del espectáculo, que se celebraron en un salón de la iglesia en Londres.
Más tarde se unió al cuerpo de baile Second Generation de Dougie Squires como bailarina, lo que implicó recorrer Europa con actos como Chris de Burgh y James Last. Después del trabajo de invierno en pantomima, McGee se unió a Daniels nuevamente para su temporada de verano de 1980 en Bournemouth. Luego actuó en su espectáculo londinense It's Magic, que se estrenó el 10 de diciembre de 1980 y que, cuando se cerró 14 meses después, se había convertido en el espectáculo de magia de más larga duración del West End.
McGee alcanzó fama nacional e internacional a través de apariciones en televisión con Daniels. Después de verla en el escenario en el West End, el productor de la BBC, John Fisher, le pidió a Debbie que apareciera en la serie BBC One, The Paul Daniels Magic Show, que había comenzado en 1979. Esa serie continuó hasta 1994 y regularmente atrajo audiencias de 15 millones en el Reino Unido y se vendió a 43 países. Daniels se refería regularmente a McGee en sus programas de televisión como «La adorable Debbie McGee», una frase que entró en la cultura popular como un estereotipo para los asistentes de los magos. Daniels y McGee se casaron en Buckinghamshire en abril de 1988.
En octubre de 1991, McGee se convirtió en la primera miembro femenino de The Magic Circle, una sociedad para magos profesionales británicos. Ella celebró al aparecer en la televisión para realizar un truco acompañado por Daniels como su asistente «The Lovely Paul», a quien no se le permitió hablar durante la presentación.
McGee fue la ganadora en 2017 del premio Maskelyne del Magic Circle «por sus servicios a la magia británica», el mismo galardón que recibió su marido en 1988.
Los pasatiempos de McGee incluyen el golf y eventos de caridad. Ha colaborado con la novelista Susan Wilson en una serie de libros. Ella es conocida por su trabajo con perros.

## Otros trabajos

### Compañía de danza
En 2000, McGee y Daniels crearon Ballet Imaginaire para producir espectáculos de ballet y recorrerlos por todo el país.

### Radio
En 2004 McGee presentó Box Jumpers, un documental de radio en dos partes sobre asistentes de magos para BBC Radio 4. Ella trabaja como presentadora para BBC Radio Berkshire, donde, desde el 8 de junio de 2008, ha sido presentadora de un espectáculo dominical por la mañana desde las 9 a. m. hasta el mediodía.
El 12 de junio de 2018, McGee fue invitado en el programa de la BBC Radio 4, My Teenage Diaries.

### Televisión y películas
En 2000, McGee y Daniels fueron los protagonistas de un episodio de un documental filmado por Louis Theroux. El episodio, titulado When Louis Met... Paul and Debbie, fue transmitido por BBC Two.
En 2001, McGee apareció en el documental Paul Daniels in a Black Hole, que desafió a Daniels a ser reconocido como un mago famoso en los Estados Unidos dentro de una semana.
McGee apareció en el programa de entrevistas de la comediante Caroline Aherne, The Mrs Merton Show en 1995; el personaje de Aherne, Mrs Merton, le preguntó a McGee «¿qué fue lo primero que atrajo al millonario Paul Daniels?», una broma que una encuesta luego clasificó como el segundo mejor trazador de líneas de Gran Bretaña. La pareja más tarde bromeó sobre el chiste, con Daniels diciendo «cuando Debbie y yo nos casamos, ciertamente no era millonario y la otra cosa graciosa era que Caroline acababa de casarse con un millonario, así que pensamos que era histérico». Calificando la continua popularidad de la broma de "adorable", McGee atribuye el mérito a la señora Merton por poner en marcha su propia fama, diciendo que «después de que la Sra. Merton comenzó a reconocerme realmente, nos dio una gran publicidad».
En octubre de 2004, McGee y su esposo aparecieron en The Farm, la versión de Five del show de RTÉ, Celebrity Farm. En mayo de 2006, apareció en The X Factor: Battle of the Stars con su marido cantando «Let Me Entertain You» de Robbie Williams. Debbie y Paul fueron eliminados en la primera ronda del concurso de talentos.
El 1 de abril de 2007, McGee apareció junto con su marido, Vanessa Feltz  y su prometido Ben Ofoedu en una edición de celebridades del programa de telerrealidad Wife Swap de Channel 4. En 2008, McGee apareció en el Ant and Dec's Saturday Night Takeaway. El 14 de septiembre de 2010, McGee apareció en la versión de celebridades de Come Dine With Me.
En 2012, McGee hizo una aparición especial como ella misma en un episodio de la comedia de televisión británica Stella.
En 2017, McGee apareció junto a Nigel Havers, Simon Callow y Lorraine Chase en  Celebrity Carry On Barging.
Ella participó en Celebrity MasterChef en 2017. En agosto de 2017, se anunció que McGee aparecería como concursante en la serie 15 de Strictly Come Dancing, donde su pareja de baile profesional fue Giovanni Pernice. La pareja llegó a la final pero fueron vencidos por Joe McFadden y Katya Jones.
En noviembre de 2017, apareció junto a Chesney Hawkes en Celebrity Antiques Road Trip.

### Otras actividades
McGee continuó trabajando junto a su esposo en lugares de todo el mundo. Además, de acuerdo con la biografía en su sitio web personal, ella ha estado escribiendo un libro durante mucho tiempo. Un libro de cocina y fiesta escrito por McGee ha aparecido en los sitios web de WH Smith y Amazon llamados Dine with Debbie, aunque ya no se encuentra impreso.
En 2005, fue nombrada embajadora de la marca de chocolates Good Boy.
En 2006, ella y su amiga Sue Simons crearon una agencia de modelaje y casting llamada Debbie McGee Models. La firma fue criticada en varios periódicos británicos por tomar tarifas de modelos prospectivos pero no poder encontrarlos. Sue Simons luego renunció como directora y en diciembre de 2007 apareció en el sitio web de la agencia una declaración de una línea que decía que la empresa había sido absorbida. El sitio web cerró poco después. McGee ha dicho que dejó el negocio para concentrarse en la vida con su esposo.
IEn febrero de 2009, McGee y Daniels aparecieron en la revista Closer en una imagen recreando una imagen de un anuncio de Armani que presentaba al futbolista David Beckham y su esposa Victoria. Más tarde en el verano de ese año, ella apareció en un espectáculo de teatro marginal en Londres llamado Frank's Closet.
El 21 de agosto de 2013, McGee participó en el Dead Air Podcast, un espectáculo presentado por Nick Lee y Rob Oldfield.
Del 9 de diciembre de 2016 al 1 de enero de 2017, McGee protagonizó la pantomima Aladdin como Slave Of The Ring en la Grand Opera House de York.